# ماعز أنقرة

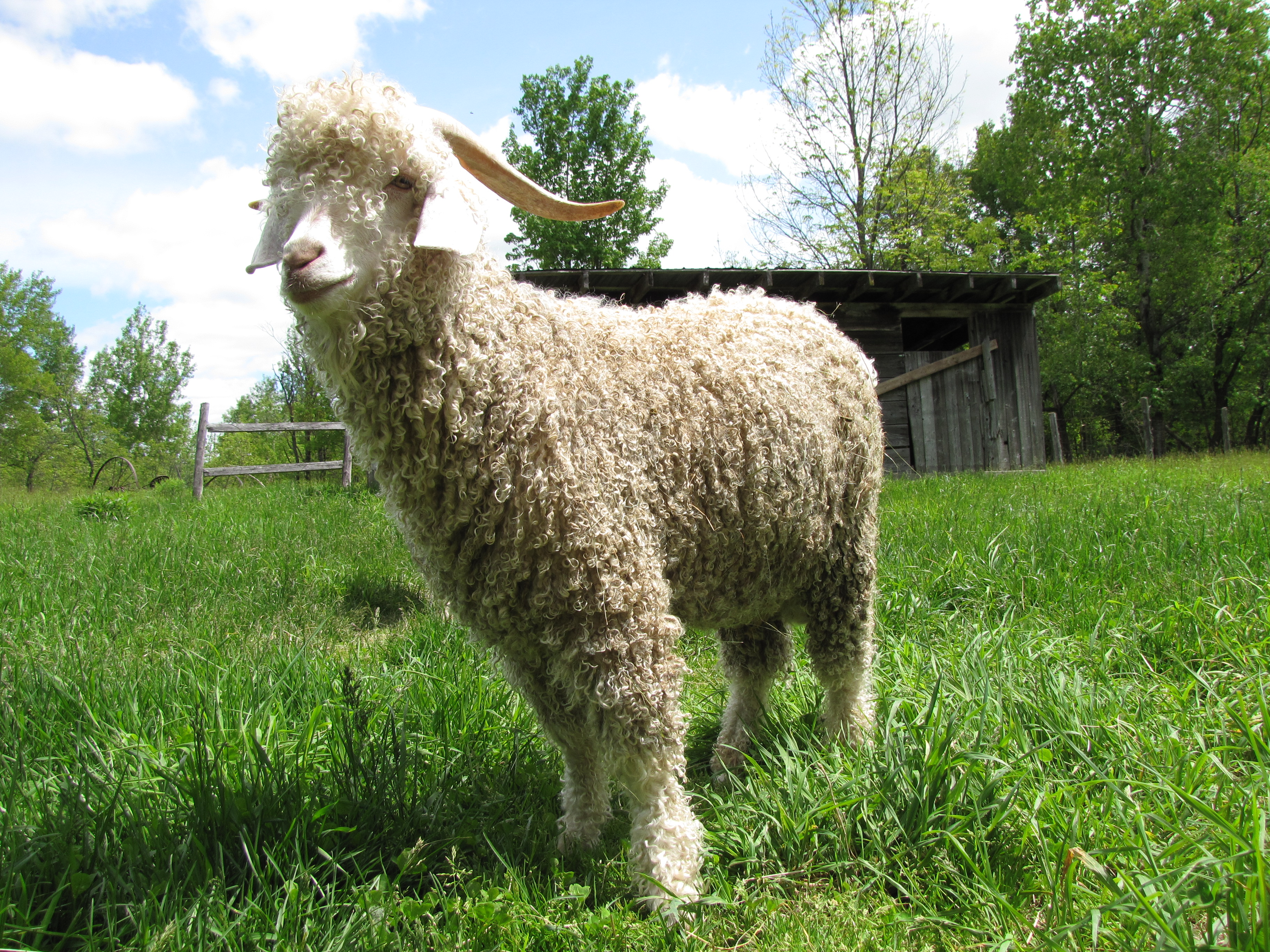
تيس ماعز أنقري.

المِرْعِزّ أو مَاعِزُ أَنْقَرَةَ أو المِرْعِزَّى أو ماعز أنقُرة أو معزاة أنقرة هي سلالة ماعز تعود أصولها إلى أنقرة، والمناطق المحيطة بها في وسط الأناضول.
كان شارلكان، إمبراطور الرومانية المقدسة، أول من حاول إدخال السلالة إلى أوروبا، ولكنها مثل باقي المحاولات التالية لم تكلل بنجاح ملحوظ. دخلت هذه السلالة الولايات المتحدة عام 1849 على يد الدكتور جايمس دايفز، وذلك بعد أن أهدى السلطان عبد المجيد الأول سبع عنزاتٍ للعالم المذكور تقديراً لمجهوداته في تنمية القطن. استوردت أعداد أخرى بمرور الوقت، إلى أن جاءت الحرب الأهلية الأمريكية التي دمرت أغلب قطعان الماعز الكبيرة. في نهاية المطاف، عادت أعداد ماعز أنقرة تنمو وتزدهر في الجنوب الغربي، وبخاصة تكساس، حيث تتواجد الأعشاب والشجيرات الكافية لها. إلى الآن تبقى تكساس أكبر منتج للمخير في أمريكا والثانية عالميا، و«المخير» هو الصوف الناتج عن سلالة الماعز هذه. تنتج العنزة الواحدة سنويا ما بين خمسة إلى ثمانية كيلوجرامات. على النقيض من الخراف التي يقص صوفها مرة سنويا، يُقص صوف هذه الماعز مرتين سنويا. الولايات المتحدة وتركيا وجنوب إفريقيا هي أكبر منتجات المخير عالميا.